# 야마모토 유지
야마모토 유지(일본어: 山本有二, 1952년 5월 11일 ~ )는 일본 자민당 소속의 정치인이다. 재무 부대신, 금융담당대신, 농림수산대신을 지냈다. 2016년 8월 제3차 아베 신조 내각 (제2차 개조)에서 농림수산대신으로 내정되었다. 이번 내각에서 같은 성을 가진 야마모토 고이치 환경대신, 야마모토 고조 지방창생대신과 함께 '야마모토 트리오'로 불린다.